# Neozavrelia minuta
Neozavrelia minuta är en tvåvingeart som först beskrevs av Linevich 1963.  Neozavrelia minuta ingår i släktet Neozavrelia och familjen fjädermyggor. Inga underarter finns listade i Catalogue of Life.